# Schlotheimia juliformis
Schlotheimia juliformis là một loài rêu trong họ Orthotrichaceae. Loài này được Geh. & Hampe mô tả khoa học đầu tiên năm 1881.